# William Margolis
William Mayer Margolis (* 31. Oktober 1944 in New York City; † 12. April 2004 in Bordeaux) war ein US-amerikanischer Schriftsteller.

## Leben
Margolis wuchs in New York auf. Nach dem Studium der Philosophie und einer anfänglichen Karriere im öffentlichen Bildungswesen seiner Heimatstadt bereiste er die Länder des Mittleren und Nahen Ostens und ließ sich in den 1980er Jahren in Bordeaux nieder. Hier glaubte er, eine neue Heimat gefunden zu haben. „Als ich die Stadt Bordeaux zum ersten Mal sah, hatte ich den Eindruck, sie ist wie ein riesiger Kurort, ein Geschenk Gottes. Der Himmel öffnete sich und die Wolken zogen fort...“ (aus: Au large des îles Fauts).
In Bordeaux lebte er als Englischlehrer und sprachwissenschaftlicher Berater. Margolis veröffentlichte im Jahr 2000 in französischer Sprache einen vielbeachteten Roman. Eine schwere Erkrankung verhinderte eine Fortsetzung. Kurz vor seinem Tod erschien eine Novellensammlung.

## Werke (in französischer Sprache)
- Au large des îles Fauts, Roman, Editions Confluences, Bordeaux 2000,
- Le Brooklyn de Nat et autres récits, Novellen, Editions Confluences, Bordeaux 2004, ISBN 2-914240-42-2.